# Melopee Poëzieprijs Laarne
De Melopee Poëziepijs is een sinds 2009 bestaande poëzieprijs van de gemeente Laarne.

## Geschiedenis
De prijs werd op initiatief van prof. em. Frans-Jos Verdoodt in het leven geroepen en voor het eerst uitgereikt in 2009 in het kasteel van Laarne. Het is bedoeld voor "het meest beklijvende, oorspronkelijk Nederlandstalige gedicht" dat (in het voorafgaande jaar) verschenen is een selectie van Vlaamse literaire tijdschriften. Aan de prijs een geldbedrag van € 2.500 verbonden; het winnende gedicht wordt samen met 20 andere genomineerden door de gemeente gepubliceerd.

## Winnaars
- 2009: Charles Ducal met Onvoorbereid
- 2010: Marc Tritsmans met Geen Aanleg
- 2011: Erwin Steyaert met De moeder van de zelfmoordterrorist
- 2012: Roel Richelieu Van Londersele met Alzheimer
- 2013: Yannick Dangre met Vader
- 2014: Luuk Gruwez met
- 2015: Aloys Vonckx met Kamer 832
- 2016: Astrid Arns met Ontheemden
- 2017: Peter Verhelst met Leef, heb lief, dans, verdwaal
- 2018: Max Greyson met Onscherp
- 2019: Marc Tritsmans met Stilte
- 2020: Jan Baeke met Ik bel mijn moeder
- 2021: Ineke Riem met Pegasus in galop
- 2022: Ruth Lasters met Dek
- 2023: Ester Naomi Perquin met Weet je nog wel

## Publieksprijs
Sinds 2018 kan ook het publiek zijn favoriete gedicht kiezen. Aan de publieksprijs is er 750 euro verbonden.
- 2018: Marieke Maerevoet met Le temps des cerises
- 2019: Paul Demets met Eik
- 2020: Frederik Bosmans met Kamer
- 2021: Paul Demets met Boreaal
- 2022: Sylvie Marie met De actieve vorm van geboren worden is gebeuren
- 2023: Femke Vindevogel met Inslag